# René Iché

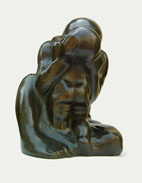
Père et fils (Ojciec i syn, 1925)

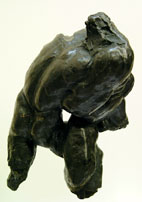
Les lutteurs (Zapaśnicy, 1942)

René Iché (ur. 21 stycznia 1897 w Sallèles-d’Aude, zm. 23 grudnia 1954 w Paryżu) – francuski rzeźbiarz.

## Życiorys
W bardzo młodym wieku zaciągnął się do wojska i brał udział w bitwie pod Verdun. Po I wojnie światowej wznowił studia, uzyskując w 1921 roku dyplom prawniczy. Następnie studiował rzeźbę u Antoine'a Bourdelle i architekturę u Auguste’a Perret oraz estetykę pod kierunkiem Henriego Focillona. W 1949 roku założył związek rzeźbiarzy, którego został prezesem.
Twórczość Ichégo mieści się w kategorii sztuki przedstawiającej, figuratywnej, choć nie stosował się on do ścisłych reguł i ograniczeń akademizmu. Autor pomników w kamieniu oraz rzeźb figuralnych i popiersi portretowych w drewnie, terakocie, brązie, a także medali. W wielu pracach inspirację czerpał z wydarzeń II wojny światowej, podczas której był aktywnym bojownikiem ruchu oporu. Jego ciężki, choć dynamiczny styl jest charakterystyczny zwłaszcza dla rzeźb grupowych, w tym potężnych męskich aktów i różnych wersji Zapaśników. Iché znany jest również z posągu Joanny d’Arc w kościele w Boulogne-Billancourt i zewnętrznych fresków zdobiących Palais du Travail, des Sports et des Arts w Narbonie.
Regularnie wystawiał swoje prace w Paryżu – w Salonie Jesiennym, Salonie Niezależnych i Salon des Tuileries. W 1931 roku miał indywidualne wystawy w paryskiej galerii Leopolda Zborowskiego. Na wystawie światowej w Paryżu wykonał fasadę pawilonu marynarki handlowej i foyer pałacu rzemiosła. W 1947 został zaproszony na Biennale w Wenecji. W 1953 otrzymał Grand Prix de Sculpture miasta Paryża.
Rzeźby Ichégo były prezentowane w najważniejszych galeriach i muzeach sztuki, w tym w Luwrze i Musée national Eugène Delacroix. Jego prace były wielokrotnie wystawiane w domach aukcyjnych, a uzyskane ceny wahały się od kilku do kilkudziesięciu tysięcy dolarów, w zależności od rozmiaru i rodzaju dzieła. W 2014 roku na aukcji w Artcurial uzyskano rekordową jak dotąd cenę za pracę Ichégo – 35 428 USD za rzeźbę Les Lutteurs aux Jambes Coupees (1942).
Odznaczony Krzyżem Wojennym i Medalem Ruchu Oporu; Kawaler Orderu Narodowego Legii Honorowej (Francja).

## Prace dostępne w muzeach
Opracowano na podstawie materiału źródłowego:.

- 1924: Étude de lutteurs, granit, Musée des beaux-arts, Narbona
- 1925: Père et fils, marmur, Art Institute of Chicago
- 1925: Père et fils, gips, Musée d’art moderne, Saint-Étienne
- 1926: Portrait de Mme I., drewno polichromowane, Museum Boijmans Van Beuningen, Rotterdam
- 1928: Nu, brąz, Musée National d’art moderne, Centre Georges Pompidou, Paryż
- 1928: Nu, étude n°2, glina szamotowa, Musée des beaux-arts, Rennes
- 1930: Masque de Paul Éluard, gips, Musée des beaux-arts, Saint-Denis
- 1930: Masque d’André Breton, gips, Menil Collection, Houston
- 1933: La Contrefleur, brąz, Musée Fabre, Montpellier
- 1934: La Contrefleur, gips, Musée d’art moderne, Saint-Étienne
- 1934: La Contrefleur, drewno dębowe, Musée des beaux-arts, Villeneuve-sur-Lot
- 1934: La Jeune Tarentine, Musée du Château de Saint-Ouen
- 1934: Portrait de Laurence Iché, kamień, Centre Georges Pompidou, Paryż
- 1935: Max Jacob gips, Musée des beaux-arts d’Orléans, Orlean
- 1935: Max Jacob, brąz, Musée des beaux-arts de Quimper, Quimper
- 1936: Masque de Louise Hervieu, wosk, Centre Georges Pompidou, Paryż
- 1936: Mère et enfant, kamień, Musée du Château de Saint-Ouen
- 1936: Hélène 6 ans, marmur, Museum of Modern Art, Nowy Jork
- 1936: Hommage à Federico García Lorca, glina szamotowa, Maison des Mémoire-Maison Joë Bousquet, Carcassonne
- 1937: Guernica, gips, Musée Fabre, Montpellier
- 1938: Maquette de Joë Bousquet, gips, Musée des beaux-arts, Carcassonne
- 1939: Melpomène 36, gips, Musée d’art moderne, Paryż
- 1939: Melpomène 36, kamień, Musée Denys Puech, Rodez
- 1940: La Déchirée, brąz, Musée Charles de Gaulle, La Boisserie, Colombey-les-Deux-Églises
- 1942: Etude de lutteurs à terre (Jacob et l’ange), brąz, Centre Georges Pompidou, Paryż
- 1942: Etude de lutteurs à terre (Jacob et l’ange), brąz, Musée Fabre, Montpellier
- 1945: Les lutteurs, brąz, Journal L’Équipe, Issy-les-Moulineaux
- 1948: Le couple, brąz, Musée d’art moderne, Palais de Tokyo, Paryż
- 1954: La petite danseuse, brąz, Musée des beaux-arts, Narbona

## Prace dostępne w przestrzeni publicznej
Opracowano na podstawie materiału źródłowego:.
- 1927: Monument aux morts pacifiste, pomnik 1914–1918 w Ouveillan
- 1932–1934: Tombe de Charloun Rieu, Paradou
- 1937: Exposition universelle de 1937 – Pavillons de la marine marchande, du languedoc, de l’artisanat; exposition d’art moderne, Paryż
- 1942: posąg Jeanne d’arc, kościół św. Teresy w Boulogne-Billancourt
- 1942–1946: Lutteurs à terre, marmur, Vanves
- 1942–1950: Orphée, Nogent-le-Rotrou
- 1947: Plaque à Germaine Tillion et Émilie Tillion, Saint-Maur-des-Fossés
- 1948: Monument à la Résistance, Carcassonne
- 1948: Monument aux Otages, Puiseaux
- 1949: Tombe de Max Jacob, Saint-Benoît-sur-Loire
- 1951–1953: Palais des Arts, Narbona
- pomniki w Narbonie